# خاطرات شمشیر
خاطرات شمشیر (انگلیسی: Memories of the Sword) یک فیلم محصول کره جنوبی سال ۲۰۱۵ در ژانر تاریخی هنرهای رزمی/عاشقانه به نویسندگی و کارگردانی پارک هونگ شیک و با بازی لی بیونگ هون، جون دو یون و کیم گو اون است.

## خلاصه داستان
داستان فیلم در مورد سه شمشیرزن به نام‌های پونگ-چون، سول رانگ و دوک‌-گی است که در دوران گوریو قیامی را بر علیه ظلم و ستم اشراف رهبری کردند. وقتی میل آنها برای آزادی و عدالت در شرف برآورده شدن است، دوک-گی به آنها خیانت می‌کند که منجر به مرگ پونگ-چون می‌شود. سول-رانگ به همراه دختر شیرخوار پونگ-چون، هونگ یی ناپدید می‌شود. سول-رانگ در حالیکه دوک-گی را ترک می‌کند این پیش‌گویی را بیان می‌کند که «نه فقط تو، بلکه من و تو هر دو توسط هونگ-یی کشته خواهیم شد.»
هجده سال بعد، سول رانگ، که اکنون والسو نامیده می‌شود، زنی نابینا با دو فرزند است که مدیریت یک چایخانه در بندر بیوکران را بر عهده دارد. والسو که مصمم است از دوک-گی انتقام بگیرد، سعی می‌کند به هونگ ای فنون شمشیرزنی را بیاموزد، اما هونگ یی (که نام خود را به سول هی تغییر داد) به امور روزمره بسیار بیشتر از اتفاقی که در گذشته برای پدرش افتاده است توجه می‌کند.
یک روز، یک مسابقه شمشیرزنی بزرگ به میزبانی فرمانده نظامی عالی‌رتبه دوک-گی (که اکنون به نام یو-باک شناخته می‌شود) در شهر برگزار می‌شود. سول هی علیرغم مخالفت والسو در مسابقه شرکت می‌کند. همانطور که مسابقه پیش می‌رود، او در نهایت با یول، که شمشیرزنی قهار است، مبارزه می‌کند.
یو باک متوجه می‌شود که مهارت سول هی در شمشیربازی شبیه مهارت سول رانگ است که زمانی او را دوست داشته است. یو باک به زیردستانش دستور می‌دهد که سول هی را بگیرند، اما او می‌تواند فرار کند. در همان شب، سول هی متوجه می‌شود که پدرش پونگ چون چگونه مرده است. والسو به او می‌گوید که دو دشمن وجود دارد که سول هی قرار است آنها را شکست دهد، یو باک و دیگری خود والسو. سول هی شوکه و ناامید خانه را ترک می‌کند، و این آغاز سفری است پرماجرا برای انتقام...

## بازیگران
- لی بیونگ هون در نقش دوک گی/یو باک[۱۱]
- جون دو یون در نقش سول رانگ/والسو[۱۲][۱۳]
- کیم گو اون در نقش هونگ یی/سول هی[۱۴][۱۵][۱۶]
- لی جون هو در نقش یول[۱۷][۱۸]
- لی گیونگ یونگ در نقش  معلم
- کیم ته وو در نقش جون-بوک
- کیم سو آن در نقش گو سول
- کیم یونگ مین در نقش وانگ
- سونگ یو بین در نقش گام چو
- به سو بین در نقش پونگ چون
- مون سونگ کون در نقش لی ئه میونگ (حضور ویژه)